# كوجي يوشيمورا
كوجي يوشيمورا (باليابانية: 吉村 光示) (13 أبريل 1976 في كوتشي في اليابان – )؛ هو لاعب كرة قدم ياباني سابق كان يلعب كمدافع.

## وصلات خارجية
- كوجي يوشيمورا على موقع رابطة كرة القدم اليابانية للمحترفين (اليابانية)
- كوجي يوشيمورا على موقع قاعدة بيانات كرة القدم.إي يو (الإنجليزية)
- كوجي يوشيمورا على موقع Soccerway.com (الإنجليزية)
- كوجي يوشيمورا على موقع عالم كرة القدم.نت (الإنجليزية)